# Jan Ludevít Procházka
Jan Ludevít Procházka, né le 14 août 1837 à Klatovy, et mort le 19 juillet 1888 à Prague, est un compositeur, pianiste et critique.

## Biographie
Sa formation musicale débute avec son père, organiste, et le compositeur Měchura. Après des études de droit à l'Université de Prague (1854-1863), il devient fonctionnaire de justice, mais la majeure partie de sa vie est consacrée à la musique. Il fréquente l'école de piano de Smetana (1854-1855), puis devient un ami de longue date et un ardent défenseur de la musique de Smetana.